# Journal of Bisexuality
Journal of Bisexuality (Jornal da Bissexualidade inglês) é um jornal acadêmico revisado por pares, publicado pela Haworth Press, Inc.
O jornal cobre uma larga variedade de tópicos sobre bissexualidade incluindo nova pesquisa de bissexualidade, questões bissexuais na terapia, diferenças das comunidades diretas, lésbicas e gays, o crescimento do movimento bissexual, bissexualidade e os meios de comunicação, história bissexual e estilos de vida bissexuais diferentes.
Além da literatura revisada por par, o jornal também publica resenhas de livros e filmes que cobrem personagens bissexuais protagonistas de cada era. As questões temáticas especiais cobrem tópicos particularmente; como mulheres e bissexualidade — uma perspectiva global, mulheres bissexuais do século XXI, homens bissexuais na cultura e sociedade, e bissexualidade nas vidas de homens.
O Jornal começou a publicação em 2001. Seu primeiro editor foi o finado doctor Fritz Klein. O editor atual é Jonathan Alexander, Professor PHD em inglês na Universidade de Califórnia, Irvine.